# Adrianna Lynn
Adrianna Lynn, également appelée Adrenalynn, née le 8 juillet 1985 à Allen au Texas, est une actrice pornographique américaine.

## Biographie
Pendant son enfance, Adrianna Lynn a été modèle pour les catalogues J. C. Penney. Diplômée à la Plano East Senior High, elle étudie ensuite à la Southern Methodist University de Dallas.
Elle débute dans le cinéma pornographique en 2007, à l'âge de 22 ans. En novembre 2007, elle fait une brève apparition pour le studio Digital Playground. Dans le film Cheerleaders, elle participe à la scène qui remporte l'AVN Award de la meilleure scène de sexe en groupe entre filles (Best All-Girl Group Sex Scene).

## Filmographie sélective
- 2007 : New To The Game 2
- 2008 : Babes Illustrated 17
- 2008 : Big Tits Round Asses 6
- 2008 : Cheerleaders
- 2008 : Curvy Girls 1
- 2008 : My First Sex Teacher 14
- 2009 : Inside the Orient 1
- 2010 : Deviance 2
- 2012 : Buffy The Vampire Slayer XXX: A Parody

## Récompenses et nominations
Récompenses
2009 : AVN Award Best All-Girl Group Sex Scene (Meilleure scène de sexe en groupe entre filles) pour Cheerleaders (avec Jesse Jane, Shay Jordan, Stoya, Brianna Love, Lexxi Tyler, Memphis Monroe, Sophia Santi et Priya Anjali Rai)